# Sofija Pozdnjakova
Sofija Stanislavovna Pozdnjakova (ryska: София Станиславовна Позднякова), född 17 juni 1997 i Novosibirsk, är en rysk fäktare som tävlar i sabel. Hennes far är den fyrfaldigt olympiska mästaren i fäktning, Stanislav Pozdnjakov. Hon tävlar sedan 2016 för CSKA Moskva.

## Karriär
Pozdnjakova började fäktas som 10-åring och hade innan dess ägnat sig åt simning och gymnastik. I april 2017 var hon en del av det ryska laget som tog guld i lagtävlingen i sabel vid junior-VM i Plovdiv. Under 2017 debuterade hon även i seniorlandslaget och var en del av Rysslands lag som tog silver i lagtävlingen vid EM i Tbilisi.
I juni 2018 vid EM i Novi Sad var Pozdnjakova en del av det ryska laget som tog guld i lagtävlingen i sabel. Följande månad vid VM i Wuxi fick Pozdnjakova sitt genombrott då hon tog guld individuellt i sabel. I sin väg till finalen besegrade hon bland annat Anne-Elizabeth Stone och Dagmara Wozniak från USA samt italienska Irene Vecchi som samtliga var världsmästare i lagtävlan. I finalen besegrade Pozdnjakova sedan landsmaninnan Sofia Velikaja som både var sjufaldig världsmästare samt olympisk mästare. Hon tog även ett silver med det ryska laget i lagtävlingen i sabel.
I juni 2019 vann Pozdnjakova sitt andra EM-guld i lagtävlan i sabel vid EM i Düsseldorf. Månaden därpå vid VM i Budapest tog hon ytterligare ett guld i samma gren. I juli 2021 vid OS i Tokyo tog Pozdnjakova både guld individuellt i sabel samt i lagtävlingen i sabel.